# Banda-eilanden
De Banda-eilanden (Indonesisch: Kepulauan Banda), soms kortweg Banda genoemd, vormen een groep van kleine vulkanische eilanden in de Bandazee en behoren tot de Indonesische eilandengroep de Molukken en de provincie Zuid-Molukken. Het inwonertal bedraagt circa 15.000. De hoofdstad is Banda Neira, op het eiland met dezelfde naam. Tot in het begin van de negentiende eeuw waren de Banda-eilanden de enige bron voor de specerijen nootmuskaat en foelie, afkomstig van de muskaatnoot. In het jaar 2000 kwam het merendeel van de wereldwijde notenproductie er nog steeds vandaan.

## Geschiedenis
In 1512 bezocht de Portugese ontdekkingsreiziger Francisco Serrão als een van de eerste Europeanen deze eilanden met bewoners van Melanesische afkomst. De Nederlanders veroverden de eilanden in de 17e eeuw om de productie van nootmuskaat en foelie in handen te krijgen. Nootmuskaat bracht in Europa veel geld op, het werd verwerkt in kwakzalversmiddelen tegen de pest, een monopolie was zeer lucratief.
Een groot deel van plaatselijke bevolking werd in 1621 bij de bezetting van de eilanden onder Jan Pieterszoon Coen door de Vereenigde Oostindische Compagnie (VOC) uitgemoord.  Ze werd vervangen door slaven uit Madagaskar en Indiërs. Enkele honderden Bandanezen vluchtten naar Oost-Seram en de Kei-eilanden. De Hollanders beschermden hun positie op Banda tegen concurrenten door het bouwen van versterkingen. Fort Belgica op Banda Neira, een van de forten die er door de VOC werden gebouwd, is het grootste Europese fort in Indonesië.
Des Alwi, overleden november 2010, was de orang kepala lima (soort burgemeester) van Banda en was bevriend met prins Bernhard van Lippe-Biesterfeld. Een van de laatste perkeniers op Banda was Wim van den Broeke, die woonde op het eiland Lonthor. Zowel prins Bernhard als oud-minister Pronk bezochten hem.

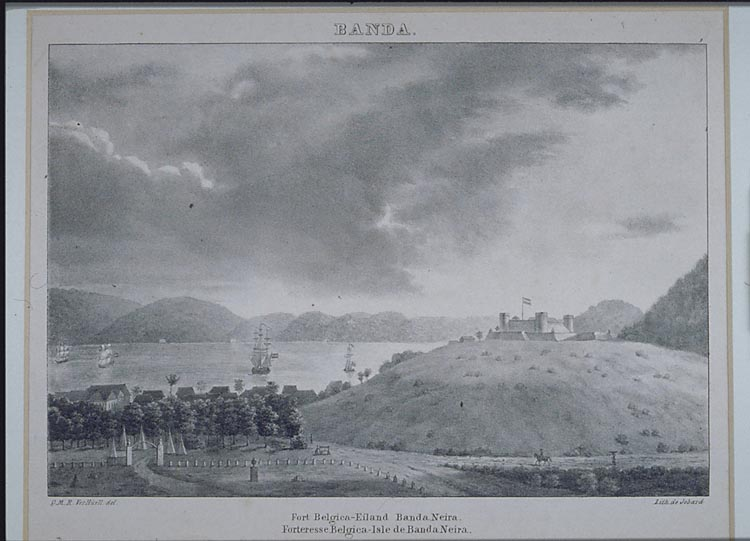
Fort Belgica op Banda Neira (1824)
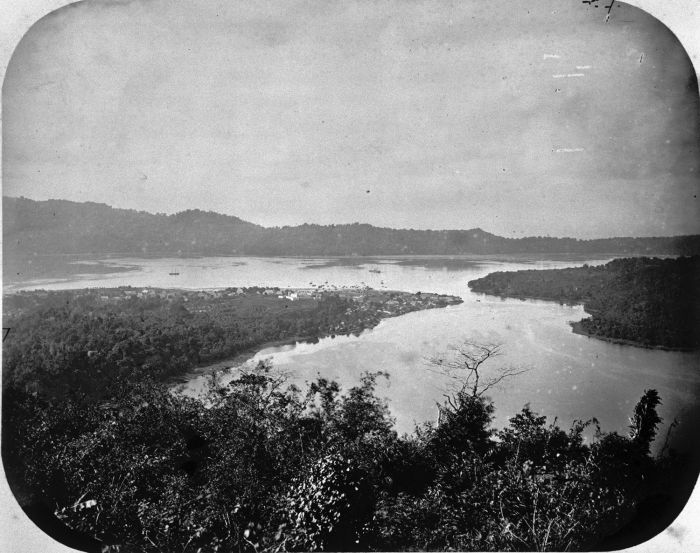
Natuur en waterweg op de Banda-eilanden
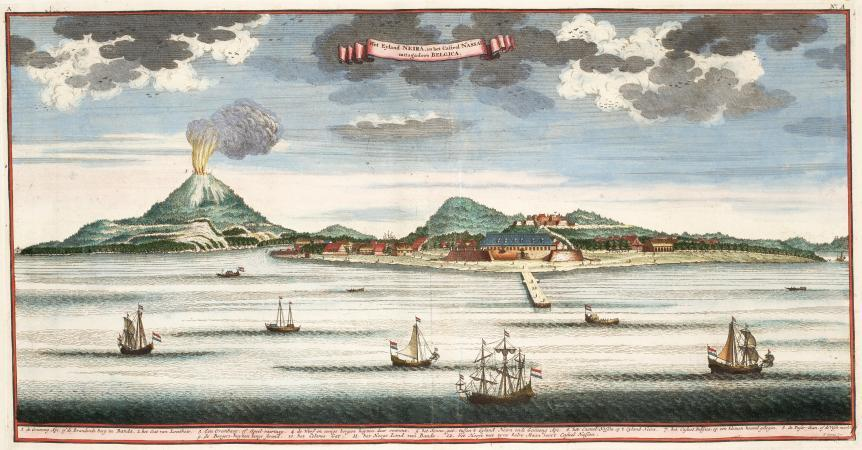
Banda Neira tussen 1724 en 1726
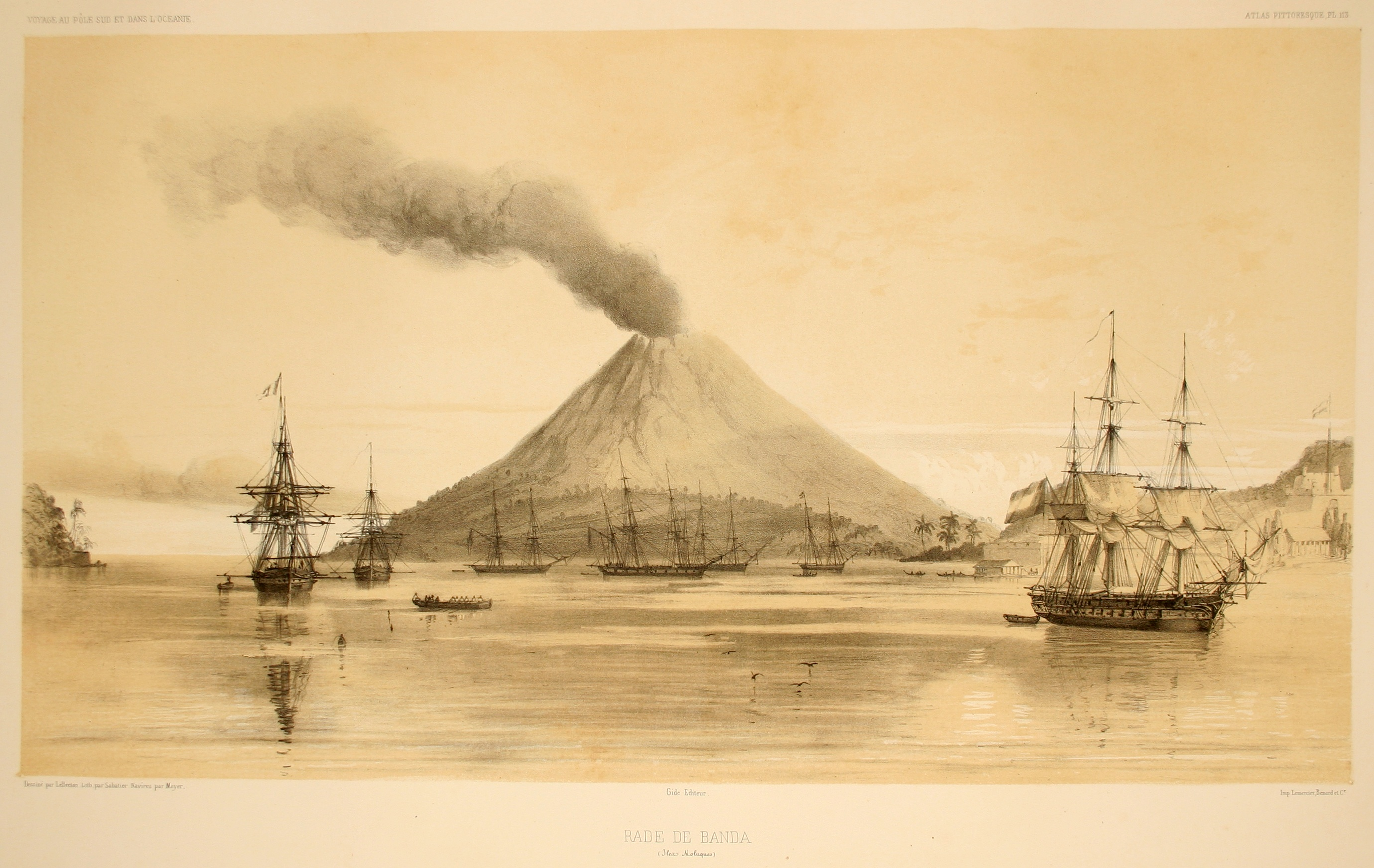
Rade de Banda in 1846
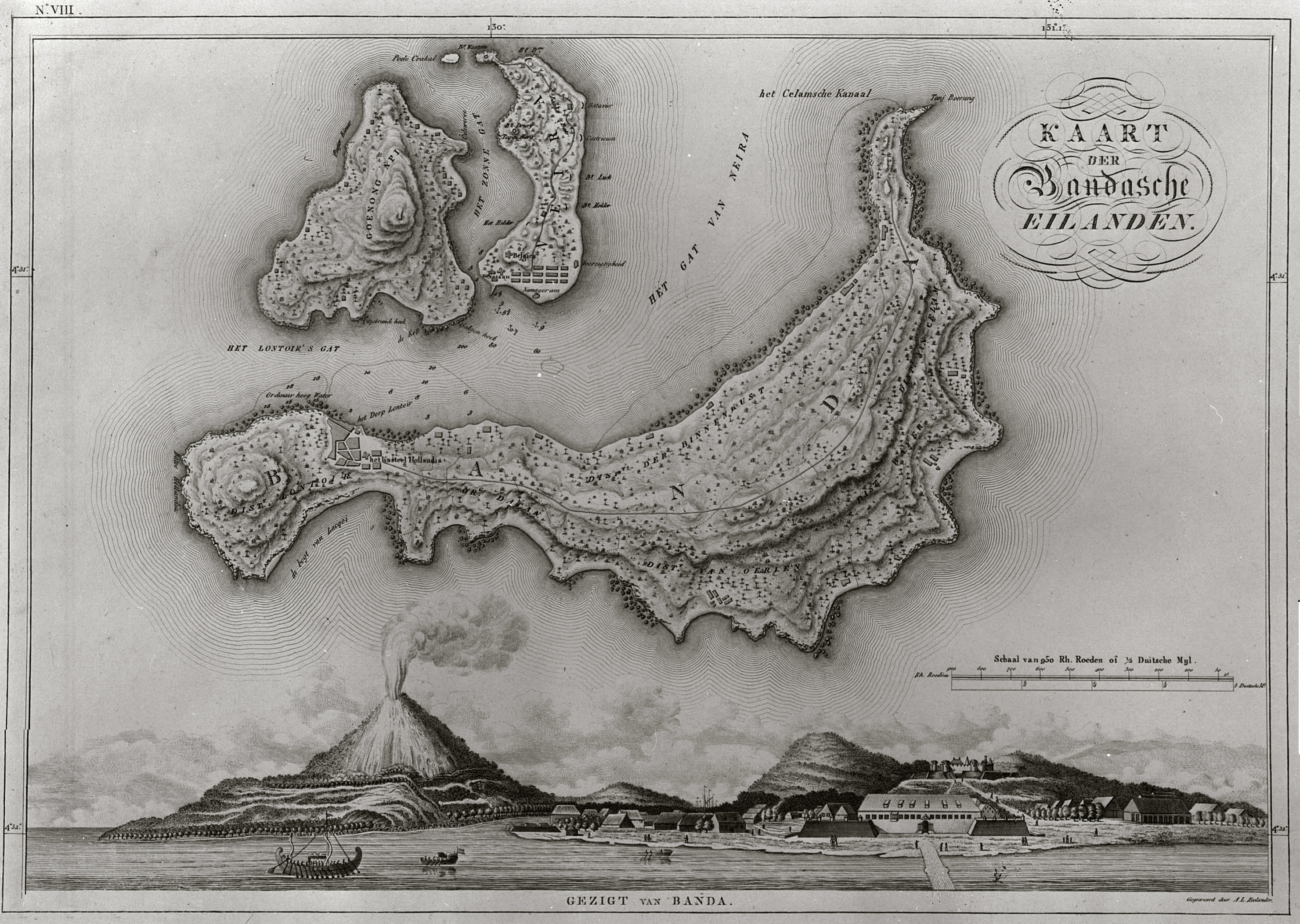
Banda, Lonthor en Gunung Api (ca. 1820)

## Geografie
De Banda-eilanden liggen circa 130 kilometer ten zuiden van het eiland Ceram en circa 2500 kilometer oostelijk van Java. Ze zijn onderdeel van de Indonesische provincie Zuid-Molukken. De eilanden rijzen op uit een oceaan die 4 tot 6 kilometer diep is, en hebben een totale oppervlakte van ongeveer 42 km². De Bandazee vormt een geliefd duikparadijs; onder anderen Jacques-Yves Cousteau heeft het gebied diverse malen bezocht. De actieve vulkaan Banda Api is geregeld uitgebarsten, voor het laatst in 1988.
Er zijn zeven bewoonde eilanden en groot aantal onbewoonde:
Hoofdgroep:
- Banda Neira (of Naira), het eiland met de belangrijkste nederzetting en een vliegveld.
- Banda Api, een actieve vulkaan met een hoogste punt op 640m
- Lonthor of Banda Besar is het grootste eiland; het is 12 km lang en 3 km breed. Hier bevinden zich 29 eeuwenoude nootmuskaatperken.

Westelijk van de hoofdgroep:
- Pulau Ai of Pulau Ay
- Pulau Run, nog westelijker

Oostelijk:
- Pulau Pisang, ook wel Syahrir genaamd

Ten zuidoosten:
- Pulau Hatta, voorheen Sarangoeni genoemd, daarna Rosengain of Rozengain (Jan Lodewijksz. van Rosengeyn noemde zich naar dit eiland[3]).

Kleine eilanden, waarvan de meeste onbewoond, zijn:
- Nailaka, noordoostelijk van Pulau Run
- Batu Kapal
- Manuk, een actieve vulkaan
- Pulau Keraka of Pulau Karaka (Krabeiland)
- Manukang
- Hatta-rif

## Bevolking en talen
De meeste van de huidige inwoners stammen af van migranten of bannelingen uit diverse delen van Indonesië. Afstammelingen van de oorspronkelijke moslim Banda-stam leven nog steeds op de Kei-eilanden (Kepulauan Kei, Kei Evav) ten zuidoosten van de Banda-eilanden, waar Banda wordt gesproken in de dorpen Banda Eli en Banda Elat op Kai Besar.
De meeste Bandanezen spreken tegenwoordig de Maleisische taal, die gebaseerd is op de Creoolse taal, die een zware Portugese invloed heeft, en anders dan Ambonees Maleis. Het Bandanees Maleis staat bekend om het unieke accent.
Voorbeelden:
- jij : pane
- vork : forok
- mier : mir
- lepel : lepe

## Verder lezen
- Ghosh, Amitav (2021). The Nutmeg's Curse: Parables for a Planet in Crisis. University of Chicago Press. ISBN 1529369479. (Nederlandse vertaling: De vloek van de nootmuskaat. Boodschap aan een planeet in crisis. Vertaald door Menno Grootveld. Amsterdam, Uitgeverij Atlas Contact, 2023. ISBN 9789045051338)